# Домрачёв, Георгий Алексеевич
Домрачёв Гео́ргий Алексе́евич (17 июня 1936, Одесса — 12 октября 2017, Нижний Новгород) — советский и российский химик, член-корреспондент РАН (1991). Заместитель директора Института металлоорганической химии имени Г. А. Разуваева РАН. Заведующий лабораторией Технологии металлоорганических соединений.
Окончил химический факультет Горьковского университета (1959) и аспирантуру, после защиты кандидатской диссертации (научный руководитель Г. А. Разуваев) заведовал химической лабораторией в Институте электровакуумных приборов (г. Горький).
В 1972 году защитил докторскую диссертацию, после чего до 2007 года заведовал лабораторией технологии металлоорганических соединений Института металлоорганической химии АН СССР (Горький).
Параллельно преподавал на химическом факультете Горьковского университета, читал курс лекций по химии элементоорганических соединений и химии материалов.
В 1977 году утверждён в учёном звании профессора по органической химии.
В декабре 1991 года избран членом-корреспондентом РАН по отделению химии и наук о материалах.
С 2007 года главный научный сотрудник Института металлоорганической химии РАН в Нижнем Новгороде.
Труды в области химии металлоорганических соединений, разработки процессов получения неорганических покрытий. Автор теории небиогенного происхождения кислорода.

## Награды и премии
Лауреат Государственной премии СССР (1976)